# 宮本真治
宮本 真治（みやもと しんじ、1968年2月12日 -）は、日本のアームレスラー。岡山県出身。

## プロフィール
身長176センチ、体重80キロ。ニックネームはRUSH。
アームレスリング界唯一のマスクマンで、THE RUSHの正体。
アームレスリングチームzero腕代表。

## 来歴
学生時代は柔道をやっていたが、成績は県大会止まりで全国に行くことはなかった。
高校時代、腕相撲が強いと学校内で噂になり、上級生の教室に行き先輩達に挑戦を受けてきたが一度も負ける事はなかった。
社会人になり平凡なサラリーマンをやっていたが、1987年に公開されたシルベスター・スタローンのアームレスリングを題材にした映画「オーバー・ザ・トップ」を観てコレだ！と思い、すぐにアームレスリングの情報を調べた。
そして京都で開催された西日本大会に初めて出場した。それが人生初めてのアームレスリング大会であった。結果は一回も勝てず惨敗。次の日からジムに通い本格的にアームレスリングに取り組む事になる。2年目からメキメキ上達し、数々の大会で優勝、入賞し、1995年の大晦日に日本テレビ系列で生放送された「裏番組をブッ飛ばせ!!'95大晦日スペシャル」の都道府県対抗アームレスリング大会に中四国代表で出場した。
1998年カナダで開催されたWAF世界大会に75キロ級日本代表で出場するも惨敗、大きな挫折を味わい 一旦競技から離れる事になる。
2001年、親友であるプロレスラー高岩竜一が新日本プロレスから橋本真也が設立したZERO-ONEに移籍したのをきっかけに、高岩から「もう一度アームレスリング頑張ってください！」と言われ、高岩とアームレスリングチームZERO-腕を立ち上げ、カムバックした。
その後、2009年エジプトで開催されたWAF世界大会に出場、マスターズ78キロ級にて優勝し、長年の夢であった世界チャンピオンとなる。
その後も現役として全日本大会で活躍し、2014年からは全日本の決勝戦で、オリジナルマスクを被り入場するパフォーマンスをはじめ、話題となった。
2015年、全日本大会でのアメリカのスーパースター、ジェフヘイルとの死闘は話題となった。
現在は、選手として戦いながら、長年やってきたアームレスリングに恩返しをするつもりで普及活動をしている。
普及活動の一環で、もう一つの夢、アームレスリング番組にテレビ出演も果たした。
地元のテレビ局で、大会名、コンセプト、ロゴマーク、シャツなど全てのプロデュースをし、ゲストには友人である総合格闘技のレジェンド藤井恵を放送席に迎え、自身は解説者として2時間番組を成功させた。
他にも毎年地元岡山でのアームレスリング大会の開催、またオリジナルのマスクを被りTHE.RUSHとしてプロレスのリングに上がり、覆面レスラーのブラックタイガーと試合をし、格闘技のイベントで、格闘家ミノワマンと試合をしアームレスリングをPRしてきた。
2016年7月17日、プロレス団体「花鳥風月」の広島興行にて五代目ブラックタイガーのセコンドとして参戦。元光GENJIの山本淳一選手に暴行を加えるなどしブラックタイガーのアシストをした。
そして現在、国内二つのアームレスリング団体を繋ぐきっかけにと、友人であるアパレルブランド「モブスタイルズ」の社長 田原104洋と、モブスタイルズ×アームレスリングのコラボシャツ 「NO arm wrestlingNO Life」を誕生させた。このシャツが大人気となり、国内のアームレスラーに留まらず海外のアームレスラーからも評判となった。
2016年6月13日 自ら立ち上げたアーム専門ブランド NANLのオリジナル第一弾シャツを発表。NANLのオフィシャルロゴマークは、RUSH宮本の友人であるプロレスラー富豪富豪夢路が担当した。
自身は企業のテレビCMに出演したり、雑誌 Lightningに、映画オーバーザトップについてのコラムを書いたりと表舞台に出る事が増えてきた。
2016年8月21日 香港で開催されたアーノルドクラシックアジア85キロ級に出場し、三位となる。
2015年から、地元岡山の奉還町商店街のアームレスリングイベントに新たにスペシャルイベントとしてスーパーマッチ「NANLGAMES」を盛り込んでいった。このスーパーマッチは団体や国など関係なく、とにかく強くて華がある選手に宮本自身がオファーをし、エンターテーメントを強調し『カッコいい！』をコンセプトにした国内初のイベントとなった。
2016年11月には、ゲストに宮本と親交のある格闘家の佐々木信治と藤井恵を迎え、大会に華をそえた。
2016年11月23日 第1回岡山スポーツフェスティバルでは、メインステージの大トリとしてアームレスリング大会を主催しフェスティバルの大成功に貢献した。
2016年12月18日 稲妻フェスティバルお台場にて、ついにアームレスリングショーの開催を実現。
2016年は、トータル7つのアームイベントを主催してきた。
また2016年12月11日 韓国・ソウルにて韓国最大のアームイベント シルビス大会80キロ級に日本代表として出場、優勝を果たす。
2017年1月よりスポーツアパレルブランド「ボディメーカー」と契約を交わし、カタログモデルとなる。
2017年2月12日 米国製ストレッチ器具「4ArmStrong」の国内正規代理店とサポート選手契約を交わす。
2017年3月3日〜5日にかけてアメリカ・コロンバスにて開催されたアーノルドクラシックに80kg級日本代表として出場。
2017年3月26日 雑誌ライトニング主催の大阪稲妻フェスティバルでアームレスリングコーナーのプロデュース、MC兼レフリーを務める。
2017年4月12日 プロレスリングゼロワン岡山大会にて親友 高岩竜一のセコンドとして参戦する
エキシビジョンでのショーンギネスとのアームレスリングマッチを制し、同試合にて試合をしていた高岩竜一も見事フォール勝ちをおさめた
2017年5月7日 ボディメーカー東大阪店にてアームレスリングイベントを行い、エキシビションマッチで、格闘家の三島☆ド根性ノ助と試合を行う
2017年5月21日 毎年恒例プロデュースしている玉野港祭りにて今年度もアームレスリング大会をプロデュース中
2017年6月11日に開催された第72回愛媛県国民体育大会のデモスポアームレスリング大会の記念Tシャツの制作を担当
2017年8月6日に京都府亀岡市にて、高岩竜一のデビュー25周年大会に参戦し、将軍岡本とのアームレスリングマッチに勝利
2017年10月6日 倉敷で開催されたプロレスリングZERO-ONE 鷲羽山ハイランド大会にて、五代目ブラックタイガーとタッグを組み 「THE RUSH」としてプロレスデビュー
チャンピオン日高、菅原組と対戦し、必殺技「RUSHボンバー」を炸裂させるも、最後は「RUSHボンバー」が味方のブラックタイガーに当たってしまい敗北。入場曲は、親交のあるラッパ我リヤの「Bigshow」
2018年3月3日  フジテレビの年末特番「ジャイアントキリング2」でボブ・サップを瞬殺した事で有名になった、ARM WARS元世界チャンピオン金井義信の引退式にて、ラストアーム五番勝負の一人として戦った。
2018年6月10日 50歳で迎えた全日本選手権は-80kg級 2位におわる。
2019年6月23日 AJAF主催の全日本選手権で-80kg級チャンピオンとなる。
2019年8月　FUJI Wi-Fiとスポンサー契約を結ぶ
2020年3月
ボディーメーカーのサポート選手繋がりで、格闘家の皇治とは皇治のYouTubeチャンネルにドッキリ企画で出演して以来、仲良くしており、皇治はRUSH宮本の事をBOSSと呼んでいる。
ちなみに、その時のドッキリYouTubeの再生数は150万再生を超えている。
皇治チャンネルに出演した事をきっかけに自身もYouTube RUSHチャンネルを開設した。
RUSHチャンネルでは、以前から交友関係にある俳優の清水宏次朗さんやオレンジレンジのHIROKIなどをゲストに迎えコラボ動画を撮影している。